# Pneumatopteris kerintjiensis
Pneumatopteris kerintjiensis är en kärrbräkenväxtart som beskrevs av Holtt. Pneumatopteris kerintjiensis ingår i släktet Pneumatopteris och familjen Thelypteridaceae. Inga underarter finns listade.